# Gartenhaus am Königlich Preußischen Stadtschloss

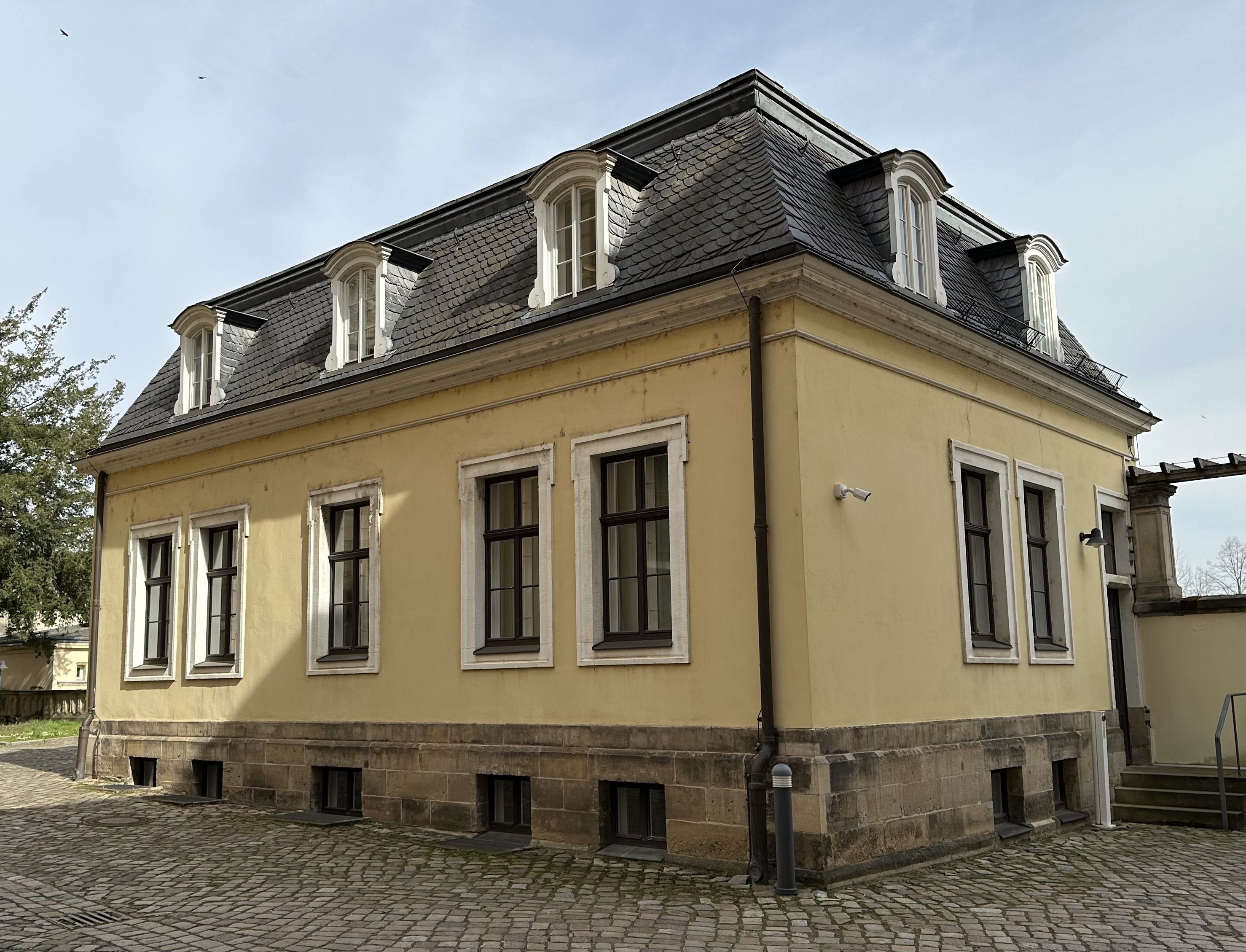
Gartenhaus, Blick von Südwesten, 2024

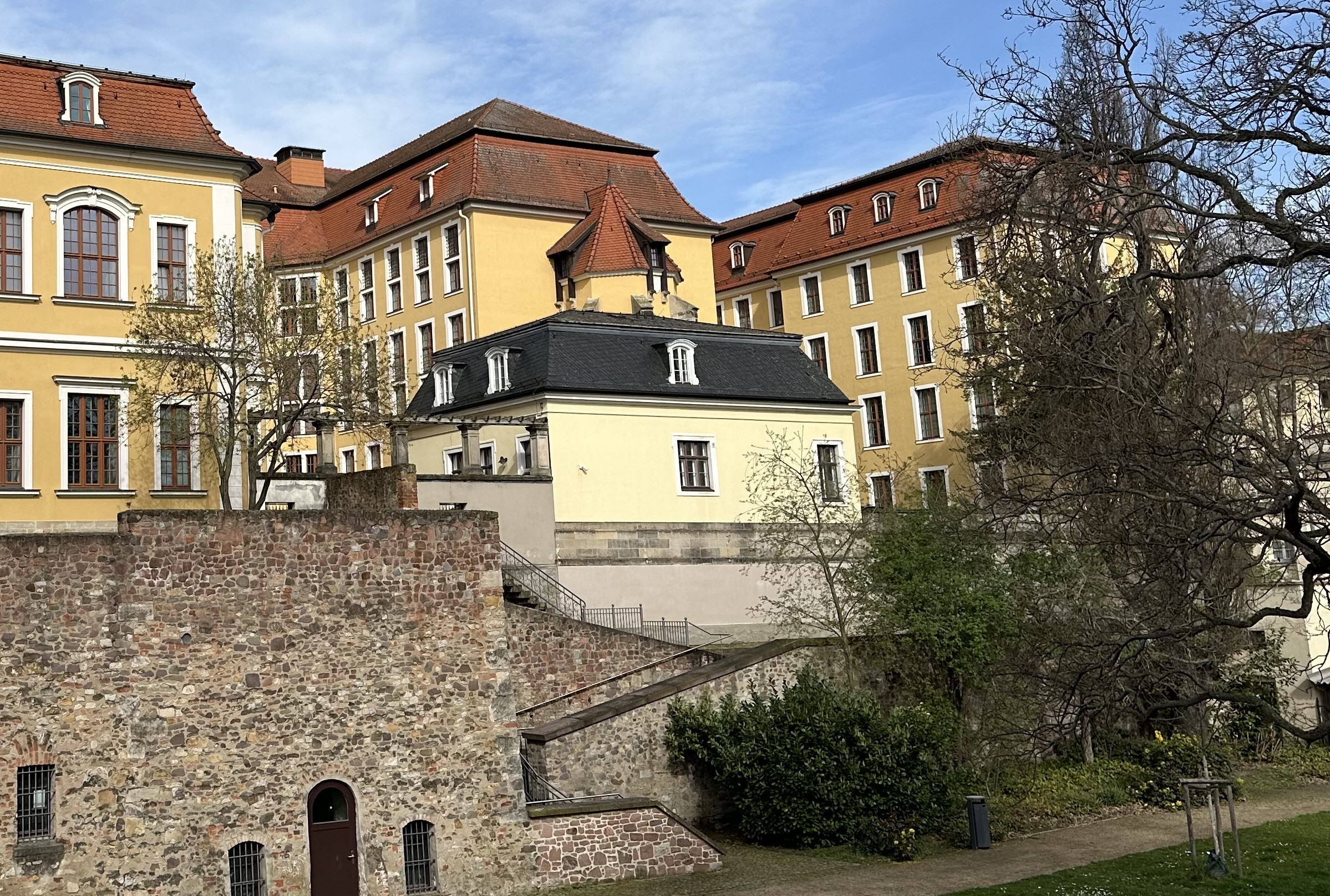
Blick von Südosten auf das Schloss, in der Mitte das Gartenhaus unmittelbar am Geländesprung, 2024

Das Gartenhaus am Königlich Preußischen Stadtschloss ist ein denkmalgeschütztes Gebäude in Magdeburg in Sachsen-Anhalt. Es wird heute vom Justizministerium des Landes Sachsen-Anhalt genutzt.

## Lage
Das Gartenhaus befindet sich auf der Ostseite des Domplatzes in der Magdeburger Altstadt, auf dem Hof des westlich gelegenen Königlich Preußischen Stadtschlosses an der Adresse Domplatz 2, 3. Die Ostkante des Gartenhauses grenzt unmittelbar an den steil abfallenden Geländeunterschied zum dort östlich befindlichen Garten der Möllenvogtei im Elbvorland. 

## Architektur und Geschichte
Das eingeschossige verputzte Gebäude entstand im Jahr 1760 auf querrechteckigem Grundriss. Der barocke Bau erfolgte unter der Oberaufsicht des Landbaumeisters Meinicke. Tätig waren auch Maurermeister Schwartzkopf, Zimmermeister Fritzsche und Steinmetzmeister Trippel. Das Gebäude steht auf einem Sandsteinsockel. Im Erdgeschoss bestehen große Fenster, deren Sandsteingewände eine Ohrung aufweisen. Auch das Türgewände ist aus Sandstein gefertigt. Bedeckt wird der Bau von einem flachen Mansard-Walmdach mit durch profilierte flache Bögen abgeschlossenen Dachgauben. Auch der Traufbereich ist profiliert und steht deutlich vor.
Nach Osten schließt sich eine aufwändig gegliederte barocke Brüstung an.
Im Denkmalverzeichnis des Landes Sachsen-Anhalt ist das Gartenhaus unter der Erfassungsnummer 094 75635 als Baudenkmal verzeichnet.
Das Haus nimmt mit seiner barocken Gestaltung die Erscheinung der umgebenden Bebauung des Domplatzes auf. Es gilt durch seine markante Lage an der Geländekante als wichtiger architektonischer Akzent.